# 张九牧
张九牧（1918年10月21日—1999年12月12日），圣名西满，罗马天主教中国河北省宣化教区主教（1989年-1999年）。
张九牧出生在中国河北省阳原县牛坊沟村，1927年迁居东城。1932年，张九牧入宣化圣心小修院，1939年升入宣化总修院， 1945年3月17日，由张润波主教祝圣为神父，在宣化总堂任副本堂神父。1948年就读于北平辅仁大学。1951年，辅仁大学解散，张九牧回家养病。1954年3月3日，张九牧因信仰被捕入狱，10年后（1964年）释放回原籍。1966年文化大革命开始，张九牧被遣送鳌鱼口劳教达13年之久，1979年平反，回到原籍东城，1983年到宣化县任屈家庄副堂，1989年10月30日，张九牧、赵振东二位神父在保定教区由刘冠东主教主礼祝圣主教。张九牧宣化教区正权主教，赵振东宣化教区辅理主教。1994年12月28 日，由屈家庄返回东城天主堂。1999年12月12日，张九牧病逝，享年81岁，遗体葬于东城堂内。赵振东继任为宣化教区主教。